# هارييت لو
هارييت لو (بالإنجليزية: Harriet Low)‏ هي كاتبة يوميات وكاتِبة أمريكية، ولدت في 18 مايو 1809 في سالم في الولايات المتحدة، وتوفيت في 1877 في بروكلين في الولايات المتحدة.